# Црна Гора на Летњим олимпијским играма 2024.
Црна Гора је учествовала на Летњим олимпијским играма 2024. у Паризу од 26. јула до 11. августа 2024. године. То ће бити пети узастопни наступ нације на Летњим олимпијским играма, од званичног дебија нације 2008. године .

## Учесници по спортовима
| Спорт     | Мушкарци | Жене | Укупно |
| --------- | -------- | ---- | ------ |
| Атлетика  | 1        | 0    | 1      |
| Бокс      | 0        | 1    | 1      |
| Једрење   | 1        | 0    | 1      |
| Пливање   | 1        | 1    | 2      |
| Тенис     | 0        | 1    | 1      |
| Ватерполо | 13       | 0    | 13     |
| 6 спорта  | 16       | 3    | 19     |